# Domů na svátky
Domů na svátky (v originále Home for the Holidays) je americký hraný film z roku 1995, který režírovala Jodie Fosterová. Film popisuje setkání členů rodiny na Den díkůvzdání.

## Děj
Claudia pracuje v Chicagu jako restaurátorka v muzeu a krátce před svým odjezdem k rodičům do Baltimore na Den díkůvzdání se dozví, že bude z úsporných důvodů propuštěna, a navíc že její dcera Kitt zůstane doma, protože chce mít první sex se svým přítelem. Do Baltimore přijíždějí rovněž Claudiin homosexuální bratr Tommy s partnerem Leem, kterého nikdo nezná, a její sestra Joanne s manželem a dvěma dětmi. Pozvána je rovněž teta Glady. Oslava neprobíhá vůbec ideálně a jednotliví členové rodiny se hádají. Posléze Claudia zjistí, že Leo není nový přítel jejího bratra, ale obchodní partner a sblíží se spolu. Po svátcích spolu odlétají do Chicaga.

## Obsazení
| Holly Hunter         | Claudia Larson       |
| Robert Downey Jr.    | Tommy Larson         |
| Anne Bancroftová     | Adele Larson         |
| Charles Durning      | Henry Larson         |
| Dylan McDermott      | Leo Fish             |
| Geraldine Chaplinová | Glady                |
| Steve Guttenberg     | Walter Wedman        |
| Cynthia Stevenson    | Joanne Larson-Wedman |
| Claire Danesová      | Kitt Larson          |

## Ocenění
Film byl nominován na Mediální cenu GLAAD a Young Artist Awards (Claire Danesová).